# Андреевское (Конотопский район)
Андреевское (укр. Андріївське) — село,
Кошаровский сельский совет,
Конотопский район,
Сумская область,
Украина.
Код КОАТУУ — 5922084502. Население по переписи 2001 года составляло 58 человек.

## Географическое положение
Село Андреевское находится на расстоянии в 5 км от левого берега реки Ромен.
На расстоянии в 1 км расположены сёла Кошары и Нечаевское.
По селу протекает пересыхающий ручей с запрудами.